# 松永義弘
松永 義弘（まつなが よしひろ、1928年4月10日 - 2016年6月13日）は、日本の作家。
佐賀県生まれ。日本大学法文学部史学科卒。歴史小説を数多く書いた。

## 著書
- 『天保あばれ振袖』1964（双葉新書）のち春陽文庫
- 『海流』東方社 1965
- 『猿飛佐助は女だった』日本文芸社 1968
- 『おねね太閤記』青樹社 1969
- 『柳生又右衛門』青樹社 1971
- 『地獄の車輪梅 埋御門番衆控』青樹社 1972 のち時代小説文庫
- 『合戦 物語と史跡』日貿出版社 1974 のちPHP文庫
- 『大石内蔵助』あかね書房（嵐の中の日本人シリーズ）1975 のち学陽書房人物文庫
- 『大村益次郎』あかね書房（嵐の中の日本人シリーズ）1977
- 『高杉晋作』あかね書房（嵐の中の日本人シリーズ）1977
- 『柳生無刀剣』春陽文庫、1977 「柳生但馬守宗矩」学陽書房人物文庫
- 『かかあ太閤記 おねねと秀吉』櫂書房 1978 「おんな太閤記」時代小説文庫、飛天文庫
- 『柳生一族の陰謀』原著:野上龍雄ほか 櫂書房 1978 のち時代小説文庫
- 『斬る』櫂書房 1978　のち続・柳生一族の陰謀と改題して時代小説文庫
- 『北条政子の生涯』日本文華社（文華新書）1978「北条政子」時代小説文庫
- 『加波山事件』（原作）柏書房（歴史ドキュメント劇画シリーズ）1979
- 『真田一族の陰謀』櫂書房 1979 のち時代小説文庫、「真田昌幸と真田幸村」学陽書房人物文庫
- 『伊達政宗』あかね書房（嵐の中の日本人シリーズ）1981「独眼竜政宗」学陽書房人物文庫
- 『上杉謙信』あかね書房（嵐の中の日本人シリーズ）1982　のち学陽書房人物文庫
- 『川中島の合戦』成美堂出版 1982
- 『覇者徳川家康』日本文華社・文華新書 1982　のち春陽文庫
- 『毛利元就』あかね書房（嵐の中の日本人シリーズ）1984　のち学陽書房人物文庫
- 『人間宮本武蔵』日本文華社 1984 「剣聖宮本武蔵」春陽文庫
- 『その後の宮本武蔵』日本文華社 1984 「剣豪宮本武蔵」春陽文庫
- 『一ノ谷・屋島・壇ノ浦の合戦 物語と史蹟をたずねて』成美堂出版 1984
- 『トリとネコと無風先生の航海 日本ヨット紀行』あかね書房（あかね紀行文学）1985
- 『武蔵坊弁慶』日本文華社（文華新書・小説選集）1986
- 『豊臣秀吉』あかね書房（嵐の中の日本人シリーズ）1986
- 『少年通訳アメリカへいく幕末の遣米使節団に通訳として参加した立石斧次郎』PHP研究所 1988
- 『真田幸村 物語と史蹟をたずねて』成美堂出版 1988 のち文庫
- 『土方歳三』光風社出版 1989 のちPHP文庫
- 『大久保利通 物語と史蹟をたずねて』成美堂出版 1989 のち文庫
- 『石火の一刀 御子神典膳』第一法規出版 1990
- 『蜂須賀秘聞』富士見書房（時代小説文庫）1991
- 『越後からの雪だより 『北越雪譜』をかいた鈴木牧之と江戸の文人たち』PHP研究所 1991
- 『虹かかる海 中浜万次郎』光風社出版 1993 「ジョン万次郎」成美文庫
- 『乱世に吼ゆ』光風社出版 1994（短編集）
- 『佐賀士魂 出自に生き任免に死す』有楽出版社 2005

## 現代語訳
- 山本常朝『葉隠』教育社新書 1980